# Cho Byung-deuk
Cho Byung-deuk (26 de maio de 1958) é um ex-futebolista profissional e treinador coreano, que atuava como goleiro.

## Carreira
Cho Byung-deuk fez parte do elenco da Seleção Coreana de Futebol da Copa do Mundo de 1986 